# Бурбах ле Бас
Бурбах ле Бас (фр. Bourbach-le-Bas) насеље је и општина у источној Француској у региону Алзас, у департману Горња Рајна која припада префектури Тан.
По подацима из 2011. године у општини је живело 610 становника, а густина насељености је износила 100,99 становника/km². Општина се простире на површини од 6,04 km². Налази се на средњој надморској висини од 380 метара (максималној 731 m, а минималној 347 m).

## Демографија
| 1962. | 1968. | 1975. | 1982. | 1990. | 1999. | 2011. |
| ----- | ----- | ----- | ----- | ----- | ----- | ----- |
| 432   | 475   | 490   | 487   | 508   | 563   | 610   |

График промене броја становника у току последњих година